# August Ganghofer

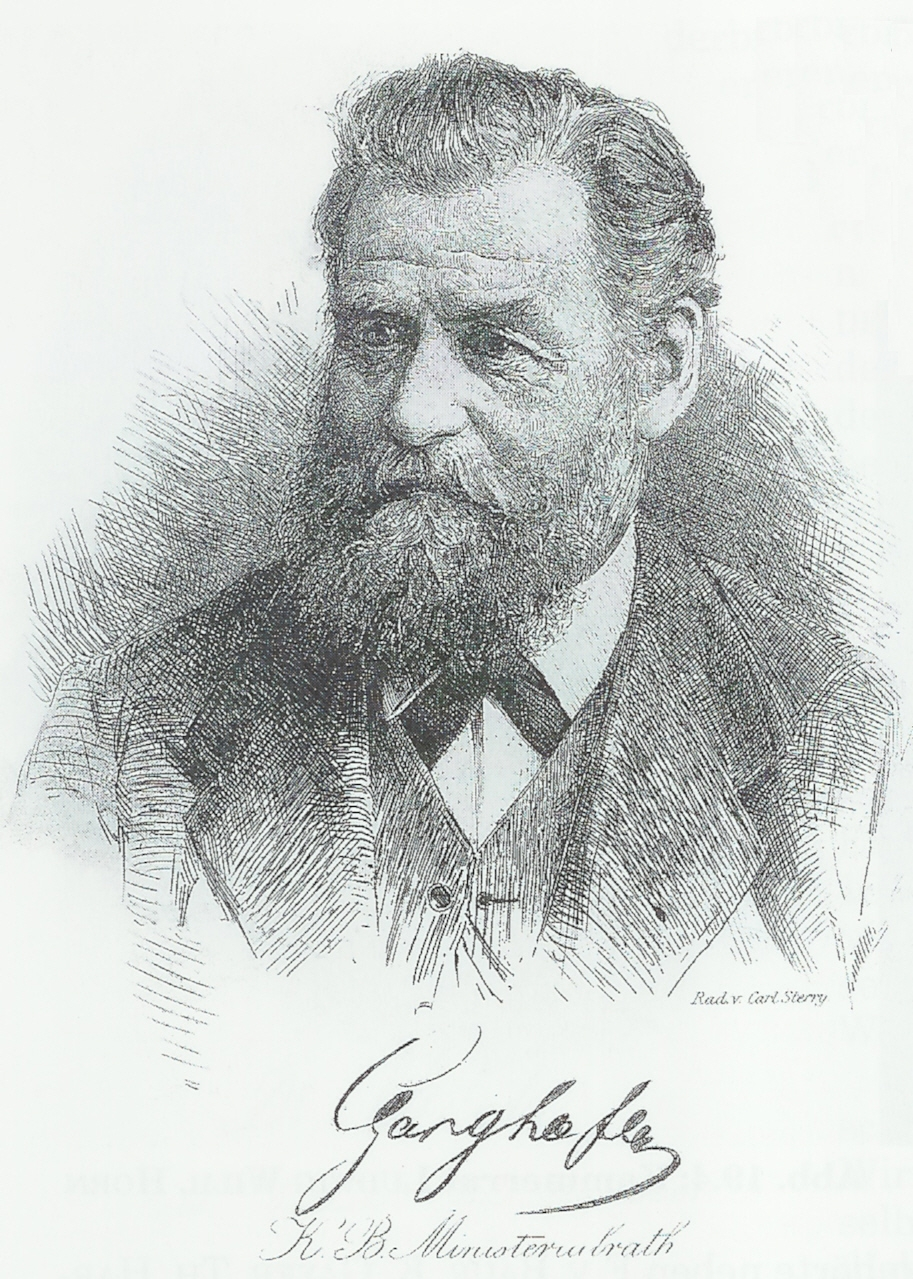
August Ritter von Ganghofer. Radierung von Carl Sterry, Titelbild einer Ausgabe der Zeitschrift für Forst- und Jagdwesen 1885.

August Ganghofer, seit 1887 Ritter von Ganghofer, (* 23. April 1827 in Dießen am Ammersee; † 29. März 1900 in München) war ein bedeutender deutscher Forstbeamter und Vater des Schriftstellers Ludwig Ganghofer. Er war verheiratet mit der Professorentochter Charlotte Louis.

## Leben
August Ganghofer studierte nach dem Abitur in Ottobeuren das Fach Forstwirtschaft in Aschaffenburg und München. In München gehörte er seit 1849 dem Corps Isaria an. Seine Ausbildung zum Forstbeamten erhielt er im Sachsenrieder Forst. Nach der Verlobung im Jahr 1847 heiratete er 1854 in Ottobeuren Charlotte Louis, die 1828 geborene Tochter des an der Aschaffenburger Forstlehranstalt unterrichtenden Professors Carl Louis. Seine erste Anstellung hatte er beim Forstamt Kaufbeuren unter dem Forstmeister Franz Thoma, einem Großvater von Ludwig Thoma. Von 1859 bis 1873 unterstand ihm das Forstrevier in Welden, wo er eine Lindenallee (heute August-Ganghofer-Allee genannt) pflanzen ließ. 1872 veröffentlichte er das Standardwerk Der praktische Holzrechner, wobei mit „Holz“ der Wald gemeint war. Von 1873 bis 1875 war Ganghofer Kreisforstmeister in Würzburg, dann wurde er zum Forstrat befördert und nach München versetzt.
1879 erhielt er den Rang eines Ministerialrates und wurde zum Leiter des bayerischen Forstwesens ernannt. Er betrieb in dieser Funktion die grundlegende Neuorganisation des bayerischen Forstwesens durch Einführung des Oberförstersystems. Ferner setzte sich August Ganghofer schon seit den 1870er Jahren für den Wissenstransfer zwischen Praxis und Lehre ein. Auf sein Betreiben hin wurde 1881 die Königlich bayerische Versuchsanstalt, heute Bayerische Landesanstalt für Wald und Forstwirtschaft (LWF) in Freising, gegründet. 1887 wurde Ganghofer für seine Verdienste mit dem Ritterkreuz des Verdienstordens der Bayerischen Krone ausgezeichnet und damit in den persönlichen Ritterstand erhoben. Als er 1897 in den Ruhestand ging, erhielt er auch noch den Titel Geheimer Rat.

## Familie
Die Vorfahren von August Ganghofer in männlicher Linie waren zumeist in Forstberufen tätig. Sein jüngerer Bruder Franz Ganghofer (1831–1908) war städtischer Oberforstrat in Augsburg. Ein Sohn war der Schriftsteller Ludwig Ganghofer, ein Schwiegersohn der Geologe Albrecht Penck. Der Geomorphologe Walther Penck war sein Enkel.
Wappen: In Rot schrägrechts drei goldene sechsstrahlige Sterne. Auf dem gekrönten Helm mit rot-goldenen Decken zwischen roten Büffelhörnern 2 übereinanderstehende goldene sechsstrahlige Sterne.

## Veröffentlichungen
- Der praktische Holzrechner (1872 ff., 7 Auflagen)
- Das forstliche Versuchswesen (1877/1884)
- Erläuterungen des Forstgesetzes für das Königreich Bayern (1880 ff., 3 Auflagen bis 1898)